# Utica Avenue
Utica Avenue – stacja metra nowojorskiego, na linii A i C. Znajduje się w dzielnicy Brooklyn, w Nowym Jorku i zlokalizowana jest pomiędzy stacjami Kingston–Throop Avenues i Ralph Avenue. Została otwarta 9 kwietnia 1936.